# Dulce María
Dulce María Espinosa Saviñón, född 6 december 1985, är en mexikansk skådespelare och singer-songwriter. Hon har deltagit i flera musikprojekt och är mest känd från popgruppen RBD där hon var med 2004 till 2009. Gruppen hade sitt ursprung i den framgångsrika tv-serien Rebelde (2004–2006) och sålde 20 miljoner album världen över. Sedan 2009, när hon fick ett skivavtal med Universal Music, har Dulce María släppt tre soloalbum: Extranjera (2010), Sin Fronteras (2014) och DM (2017).

## Karriär
Dulce María började sin karriär vid 5 års ålder och deltog i mer än 100 olika TV-reklam. När hon fyllt 11 år var hon en del av sin första musikgrupp, KIDS. När hon hade fyllt 15 gick hon med i gruppen Jeans. Hon spelade i många framgångsrika telenovelor, inklusive El vuelo del águila (1994), Nunca te olvidaré (1999), Clase 406 (2002), Rebelde (2004), Corazón que miente (2016) och Muy padres (2017).
Efter sin framgång som barnstjärna började Dulce spela i tonårsorienterade telenovelas som El Juego de la Vida och Clase 406.
Dulce María nådde internationell framgång 2004 efter att ha spelat i Televisas telenovela Rebelde och varit en del av gruppen RBD, som två gånger varit nominerade till Latin Grammy Award. Gruppen sålde 20 miljoner album runt om i världen.
2009 spelade Dulce med i telenovelan Verano de amor, tillsammans med Gonzalo Garcia Vivanco och Ari Borovoy, producerad av Pedro Damián, där hon tolkade temasångerna till telenovelan, Verano och Déjame Ser. Dulce spelade Miranda.
Telenovelan hade premiär den 9 februari 2009 och ersatte serien Juro Que Te Amo. Verano de amor med innehåll som främjar miljöansvar, är en utvidgning av Televisas "Televisa Verde"-initiativ med fokus på miljön.
År 2016 spelade Dulce i telenovelan Corazón que miente och 2018 spelade Dulce med i telenovelan Muy padres.
Dulce María har vunnit flera internationella utmärkelser som MTV Europe Music Awards, Premios TVyNovelas, People en Español Award, Premios Juventud och i de amerikanska, mexikanska och brasilianska upplagorna av Nickelodeon Kids' Choice Awards. Hon valdes som en av de vackraste kvinnorna av tidningar som People en Español och Quien och är en av de mest inflytelserika mexikanerna på Twitter.

## Välgörenhet

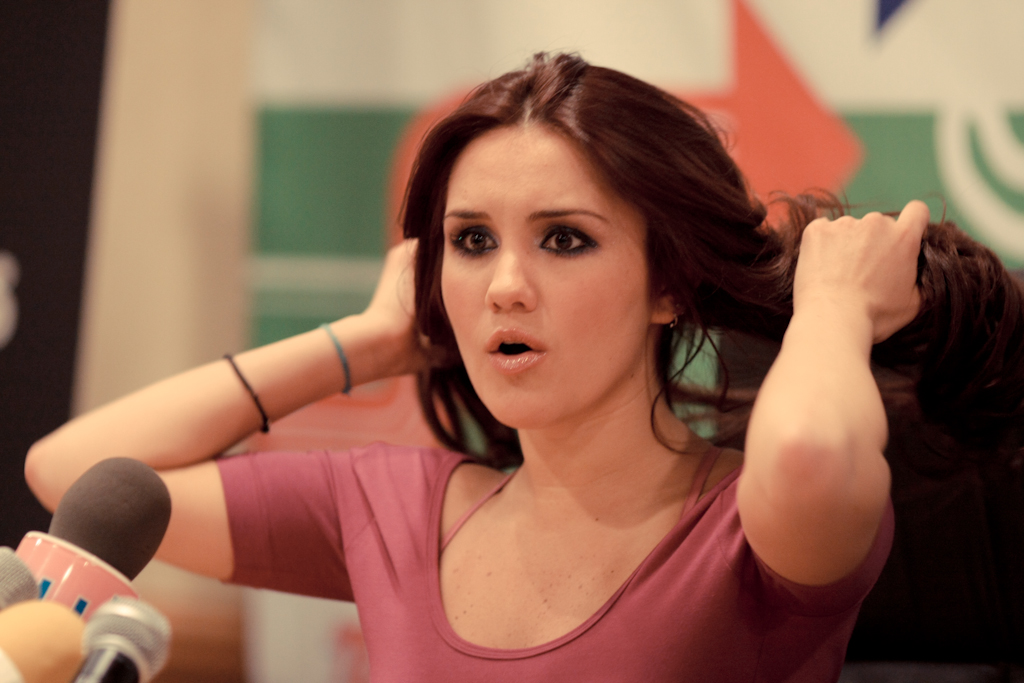
Dulce María på Expo Joven 2010 i Chihuahua, Mexiko.

Under hela sin karriär har Dulce María deltagit i ett antal välgörenhetskampanjer. I september 2009 valdes hon av Rädda barnen, Google och Chicos.net som representant för kampanjen Technology Yes, som ansvarar för främjandet av en god användning av Internet bland unga. I oktober 2009 skapade Dulce sin egen stiftelse som heter Fundación Dulce Amanecer, som skulle främja sociala syften, allt från att stödja samhällen med stöd till kvinnor till att ta hand om miljön. Dulce María håller stiftelsen i gång med stöd av sina fans runt om i världen med donationer och utlottningar av sina personliga föremål. På grund av detta meddelade Nickelodeon Latinamerika 2011 att Dulce María skulle få Pro Social Award för Kids Choice Awards Mexiko 2011. Social Pro Award delas ut i andra länder som USA och Brasilien under Big Green Help-strategin, inrättad av Nickelodeon. Detta erkännande ges till människor som sticker ut för sina handlingar och påverkar miljön eller samhället, såsom Michelle Obama 2010.
I februari 2010 presenterades Dulce María tillsammans med Alfonso Herrera för media vid National Auditorium i Mexico City som representanter för Expo Joven 2010, en händelse som syftade till att demonstrera mot våldet och osäkerheten som plågar Mexiko, särskilt i Chihuahua. Den 20 februari 2010 åkte Dulce till Chihuahua City som en del av Expo Joven, där hon föreläste om temat "vänskap".

## Diskografi

### Studio
- 2011: Extranjera Segunda Parte
- 2014: Sin Fronteras
- 2017: DM

### EP
- 2010: Extranjera Primera Parte

## Turnéer
- Extranjera On Tour (2011–2012)
- Sin Fronteras On Tour (2014–pågår)

## Skrivna verk
- Dulce Amargo (2007)
- Dulce Amargo- Recuerdos de una adolescente (2014)